# Oh So Sharp
Oh So Sharp (1982–2001) est une jument de course pur-sang anglais, née en Irlande. Propriété de son éleveur le  Cheikh Mohammed Al Maktoum, entraînée en Angleterre Henry Cecil, elle est la dernière pouliche à avoir remporté la Triple Couronne britannique.

## Carrière de courses
Oh So Sharp commence sa carrière en août 1984 par une victoire aisée sur le petit hippodrome de Nottingham, puis grimpe les échelons pas à pas, d'abord en confirmant avec brio son succès inaugural, et face aux mâles qui plus est, quelques semaines plus tard dans une Listed Race, les Solario Stakes. Puis en réussissant ses premiers pas au niveau des groupes, face aux seules pouliches cette fois, dans le Fillies' Mile à Ascot, alors labellisé groupe 3, sous la selle de Lester Piggott. Elle y devance Helen Street, future lauréate des Irish Oaks. Ce sans-faute lui permet de figurer tout en haut des classements européens, mais elle est devancée par une pouliche française, une certaine Triptych, lauréate du Prix Marcel Boussac et promise à une illustre carrière. 
De retour à l'âge classique, Oh So Sharp fait sa rentrée dans les Nell Gwynn, un groupe 3 préparatoire aux Guinées, montée pour la première fois par Steve Cauthen, Lester Piggott ayant cessé sa collaboration avec Henry Cecil. Elle s'y impose facilement, confirmant son statut de favorite des classiques. Dans les 1000 Guinées, elle doit s'employer pour régler à la lutte et à la photo Al Bahathri et Bella Colora, deux pouliches qui ne tarderont pas à étoffer leur palmarès, la première remportant les 1000 Guinées Irlandaises et les Coronation Stakes, la seconde le Prix de l'Opéra à l'automne. où elle s'annonce en prétendante sérieuse. Triptych, qui est de la partie, se manque et termine septième avant d'aller faire l'histoire en dominant les mâles dans les 2000 Guinées. Oh So Sharp, elle, offre un premier classique britannique à l'écurie du Cheikh Mohammed, et elle en profite pour s'approprier le record de la course, détenu depuis 35 ans par Camaree. Grande favorite des Oaks d'Epsom, elle réussit brillamment son allongement en distance en écrasant un lot d'où émerge Triptych à la deuxième place. Six longueurs sanctionnent sa supériorité, trois jours après le triomphe du duo Cecil/Cauthen dans le Derby avec Slip Anchor. Cette performance est très appréciée par les handicapeurs de Timeform, qui font d'elle la quatrième meilleure lauréate des Oaks après Petite Etoile, Noblesse, et Dunfermline. 
invaincue en six courses, Oh So Sharp doit maintenant affronter les mâles et les chevaux d'âge. Ce sera dans les King George & Queen Elizabeth Stakes fin juillet. Elle s'y présente en favorite face à Rainbow Quest, l'Australien Strawberry Road, ou encore le vainqueur de l'Irish Derby Law Society. Mais c'est un troisième larron qui s'impose, Petoski, une encolure devant Oh So Sharp et Rainbow Quest. Henry Cecil décide de raccourcir sa pouliche et de tenter la Benson & Hedges Gold Cup sur 2000 mètres. Elle y subit sa deuxième défaite consécutive, la dernière aussi, Lester Piggott en selle sur Commanche Run ayant réussi un joli tour tactique, endormant le peloton avec un faux rythme pour s'imposer devant Oh So Sharp et Triptych de trois-quart de longueur. 
Pour sa dernière apparition en piste, Henry Cecil décide de tenter un défi compliqué : rallonger Oh So Sharp pour conquérir les 2 800 mètres du St. Leger, et ainsi boucler la Triple Couronne des pouliches (1000 Guinées, Oaks, St. Leger), un exploit qui n'a plus été réalisé depuis Meld en 1955. Le lot n'est pas exceptionnel et Oh So Sharp s'acquitte parfaitement de sa tâche, malgré une enquête des commissaires sur une éventuelle gêne à l'arrivée. Voilà donc Oh So Sharp qui succède à Formosa, Hannah, Apology, La Flèche, les grandes Sceptre et Pretty Polly, Sun Chariot et Meld au palmarès de la Triple Couronne. Elle demeure, à ce jour, la dernière de cette liste, et se voit naturellement consacrée meilleure 3 ans de l'année 1985 en Europe.  

### Résumé de carrière
| Date          | Hippodrome   | Pays        | Course                            | Statut      | Distance    | jockey      | Place       | Écart       | Vainqueur ou deuxième | Temps       | Gains       |
| 1984, 2 ans   | 1984, 2 ans  | 1984, 2 ans | 1984, 2 ans                       | 1984, 2 ans | 1984, 2 ans | 1984, 2 ans | 1984, 2 ans | 1984, 2 ans | 1984, 2 ans           | 1984, 2 ans | 1984, 2 ans |
| ------------- | ------------ | ----------- | --------------------------------- | ----------- | ----------- | ----------- | ----------- | ----------- | --------------------- | ----------- | ----------- |
| 13 août       | Nottingham   | Royaume-Uni | Maiden                            |             | 1 200 m     | P. Eddery   | 1er / 21    | 1 ½         | Lizarra               |             | 2 888 €     |
| 1er septembre | Sandown Park | Royaume-Uni | Solario Stakes                    | Listed      | 1 400 m     | L. Piggott  | 1er / 9     | 2           | Young Runaway         |             | 20 847 €    |
| 27 septembre  | Ascot        | Royaume-Uni | Fillies' Mile                     | Gr. 3       | 1 600 m     | L. Piggott  | 1er / 8     | 1 ½         | Helen Street          | 1'42"44     | 39 718 €    |
| 1985, 3 ans   |              |             |                                   |             |             |             |             |             |                       |             |             |
| 18 avril      | Newmarket    | Royaume-Uni | Nell Gwyn Stakes                  | Gr. 3       | 1 400 m     | S. Cauthen  | 1er / 8     | 1 ½         | Bella Colora          |             | 20 868 €    |
| 2 mai         | Newmarket    | Royaume-Uni | 1000 Guinées                      | Gr. 1       | 1 600 m     | S. Cauthen  | 1er / 17    | cte tête    | Al Bahathri           | 1'36"85     | 146 106 €   |
| 8 juin        | Epsom        | Royaume-Uni | Oaks                              | Gr. 1       | 2 400 m     | S. Cauthen  | 1er / 12    | 6           | Triptych              | 2'41"37     | 190 625 €   |
| 27 juillet    | Ascot        | Royaume-Uni | King George & Queen Elizabeth St. | Gr. 1       | 2 400 m     | S. Cauthen  | 2e / 6      | enc.        | Petoski               | 2'27"61     | 86 196 €    |
| 20 août       | York         | Royaume-Uni | Benson & Hedges Gold Cup          | Gr. 1       | 2 000 m     | S. Cauthen  | 2e / 6      | 3/4         | Commanche Run         | 2'18"79     | 59 630 €    |
| 14 septembre  | Doncaster    | Royaume-Uni | St. Leger                         | Gr. 1       | 2 800 m     | S. Cauthen  | 1er / 6     | 3/4         | Phardante             | 3'07"13     | 173 920 €   |

## Au haras
Installée à Dalham Hall Stud, le haras de Cheikh Mohammed, Oh So Sharp a bien réussi dans sa seconde carrière de poulinière. Parmi ses neuf produits, on lui doit :  
- Rosefinch (par Blushing Groom) : Prix Saint-Alary
- Shaima (Shareef Dancer) : Long Island Handicap (Gr.2). Mère de : 
  - Shantou (Alleged) : St. Leger, Grand Prix de Milan, Grand Prix du Jockey Club, Princess of Wales's Stakes (Gr.2).
- Savoir Vivre (Sadler's Wells) : 2ème Geoffrey Freer Stakes (Gr.2), étalon à succès en Australie.
- Sacho (Sadler's Wells) : 2ème John Porter Stakes (Gr.3).

Souffrant de fourbure, Oh So Sharp doit être euthanasiée en 2001, à 19 ans. Un groupe 3 britannique, les Oh So Sharp Stakes, lui rend hommage chaque année à Newmarket.

## Origines
Oh So Sharp est issue de la première génération des produits du grand miler et excellent étalon Kris, lauréat des St. James's Palace Stakes, des Sussex Stakes et des Queen Elizabeth II Stakes, et tête de liste des étalons en Angleterre et en Irlande en 1985. Sa mère, Oh So Fair, est une jument américaine importée en Irlande en 1969. Un bon achat, puisqu'elle s'est avérée une formidable reproductrice, à qui l'on doit, outre Oh So Sharp :
- Roussalka (par Habitat) : Nassau Stakes (Gr.2, x2), Coronation Stakes (Gr.2), Cherry Hinton Stakes (Gr.3).
- Our Home (par Habitat) : 2ème 1000 Guinées, Child Stakes (Gr.3). 3ème Coronation Stakes (Gr.2), Cherry Hinton Stakes (Gr.3), Musidora Stakes (Gr.3).
- Etienne Gerard (par Brigadier Gerard) : Jersey Stakes (Gr.3).

Oh So Sharp ressort de l'une des plus fameuses familles (la 9-c) et de l'une des plus brillantes lignées maternelles de l'histoire du stud, celle de la grande Mumtaz Mahal, championne et poulinière hors normes. Cette fille de l'invaincu The Tetrarch (qui passe parfois pour le meilleur 2 ans anglais du siècle), appartenant à l'Aga Khan III, fut une sprinteuse de grand talent (lauréate entre autres des Champagne Stakes, des King George Stakes et des Nunthorpe Stakes) et surtout une reproductrice fondatrice, mère du sprinter Mirza II et aïeule, au fil des générations, de l'incontournable étalon Nasrullah, des champions tels que Abernant, Royal Charger, Migoli, Petite Étoile (dont la lignée s'étend jusqu'à Zarkava), Octagonal, Habibti, Risen Star, Shergar, Golden Horn, Cracksman, ou encore Alpinista. 

### Pedigree
| Origines de Oh So Sharp (IRE), jument alezane, 1982 | Origines de Oh So Sharp (IRE), jument alezane, 1982 | Origines de Oh So Sharp (IRE), jument alezane, 1982 | Origines de Oh So Sharp (IRE), jument alezane, 1982 |
| --------------------------------------------------- | --------------------------------------------------- | --------------------------------------------------- | --------------------------------------------------- |
| Père Kris 1976                                      | Sharpen Up 1969                                     | Atan                                                | Native Dancer                                       |
| Père Kris 1976                                      | Sharpen Up 1969                                     | Atan                                                | Mixed Marriage                                      |
| Père Kris 1976                                      | Sharpen Up 1969                                     | Rocchetta                                           | Rockfella                                           |
| Père Kris 1976                                      | Sharpen Up 1969                                     | Rocchetta                                           | Chambiges                                           |
| Père Kris 1976                                      | Doubly Sure 1971                                    | Reliance                                            | Tantième                                            |
| Père Kris 1976                                      | Doubly Sure 1971                                    | Reliance                                            | Relance                                             |
| Père Kris 1976                                      | Doubly Sure 1971                                    | Soft Angels                                         | Crepello                                            |
| Père Kris 1976                                      | Doubly Sure 1971                                    | Soft Angels                                         | Sweet Angel                                         |
| Mère Oh So Fair 1967                                | Graustark 1963                                      | Ribot                                               | Tenerani                                            |
| Mère Oh So Fair 1967                                | Graustark 1963                                      | Ribot                                               | Romanella                                           |
| Mère Oh So Fair 1967                                | Graustark 1963                                      | Flower Bowl                                         | Alibhai                                             |
| Mère Oh So Fair 1967                                | Graustark 1963                                      | Flower Bowl                                         | Flower Bed                                          |
| Mère Oh So Fair 1967                                | Chandelle 1959                                      | Swaps                                               | Khaled                                              |
| Mère Oh So Fair 1967                                | Chandelle 1959                                      | Swaps                                               | Iron Reward                                         |
| Mère Oh So Fair 1967                                | Chandelle 1959                                      | Malindi                                             | Nearco                                              |
| Mère Oh So Fair 1967                                | Chandelle 1959                                      | Malindi                                             | Mumtaz Begum (famille 9-c)                          |